# Анашкин, Сергей Михайлович
Серге́й Миха́йлович Ана́шкин (род. 10 декабря 1948) — советский и российский дирижёр, музыкальный редактор, композитор, аранжировщик.

## Биография
Родился в рабочей семье. Учился в Московском хоровом училище (1955—1965), затем проходил обучение в Московской консерватории по специальности «Хоровое дирижирование» в классе доцента В. Ф. Балашова (1965—1970). Во время учебы работал концертмейстером в Московском театре им. В. Маяковского (1968—1970). В 1972—1973 гг. был дирижером Свердловского областного театра оперетты. В 1973—1975 гг. музыкальный руководитель спектаклей в Московском театре им. Ленинского комсомола. С 1975 по 1986 гг. — секретарь композитора Г. И. Гладкова. В период с 1985 по 1995 гг. служил в Храме Рождества св. Иоанна Предтечи на Пресне (8 лет певчим, 3 года регентом правого хора). В 1988—1990 гг. был заведующим музыкальной частью Московского экспериментального театра «Детектив». В 1997—2001 гг. — аранжировщик Ансамбля песни и пляски ВВ МВД России. В 2001—2003 гг. — музыкальный редактор издательства «Дрофа-Пресс». С 2004 года музыкальный редактор Челябинского издательства MPI.

## Музыка к кинофильмам
- 1979 — Жил-был настройщик (совместно с Г. Гладковым, режиссёр В. Алеников)
- 1983 — Человек из страны Грин (совместно с Г. Гладковым, режиссёр Т. Павлюченко)
- 1993 — Учитель учителей (режиссёр Н. Бондарчук)

## Музыка к мультфильмам
- 1981 — Дорожная сказка (режиссёр Г. Бардин)
- 1981 — Как будто (совместно с Г. Гладковым, режиссёр И. Уфимцев)
- 1982—1983 — Маленький Рыжик (2 фильма; совместно с Г. Гладковым, режиссёры М. Бузинова, И. Доукша)
- 1983 — Конфликт (режиссёр Г. Бардин)
- 1988 — Сегодня в нашем городе (режиссёр Е. Фёдорова)
- 1989 — Какой звук издаёт комар? (режиссёр И. Уфимцев)
- 2006 — Дед Мазай и другие (режиссёр Э. Авакян)

## Аранжировка музыки к кинофильмам
- 2009 — Гоп-стоп (режиссёр П. Бардин)

## Аранжировка музыки к мультфильмам
- 1986 — Брак (режиссёр Г. Бардин)
- 1995 — Кот в сапогах (режиссёр Г. Бардин)
- 2010 — Гадкий утенок (режиссёр Г. Бардин)
- 2014 — Слушая Бетховена (режиссёр Г. Бардин)
- 2019 — Песочница (режиссёр Г. Бардин)

## Музыка для драматического театра
- 1988 — Журавлиные перья (Брянский ТЮЗ — режиссёр О. Мешково́й)
- 1988 — Турандот-XX век (совместно с Р. Сайгиным; Луганский областной русский драматический театр — режиссёр Ю. Чернышев)

## Хоровые аранжировки (для разных составов с сопровождением и без сопровождения)
- 1985—2021 — для Московского государственного академического камерного хора под управлением Владимира Минина; 56 работ.
- 1988—1996 — для Московского мужского камерного хора под управлением Валерия Рыбина; 20 работ.
- 1990 — для хора «Русское возрождение» под управлением Геннадия Дмитряка; 4 работы.
- 1992 — для Государственного академического русского хора им. А. В. Свешникова под управлением Евгения Тытянко; 2 работы.
- 1997—2001 — для Ансамбля песни и пляски ВВ МВД России под управлением Виктора Елисеева; 32 работы.

## Отдельные сочинения
- 1984 — Дорога домой — концертная пьеса для эстрадно-симфонического оркестра.
- 1984 — Сюита (in dur) для 10 юных исполнителей
- 1986 — Сюита для фортепианного квинтета
- 1987 — Терентьище (по русской былине) — кантата для хора, солистов, чтеца и инструментального ансамбля

## Исполнение песен
- 1980 — Разлучённые